# بخش ل‌روشل
بخش ل‌روشل (به فرانسوی: Arrondissement de La Rochelle) یک بخش در فرانسه است که در شرانت-ماریتیم واقع شده‌است.